# Polonia Bytom (piłka nożna)
BS Polonia Bytom (pełna nazwa: Bytomski Sport Polonia Bytom Sp z o.o.) – polski klub piłkarski, występujący w rozgrywkach I ligi. Spotkania w roli gospodarza drużyna rozgrywa na Stadionie im. Edwarda Szymkowiaka, położonym w Bytomiu przy ul. Olimpijskiej 2, obecnie tymczasowo w roli gospodarza drużyna rozgrywa mecze na obiekcie mieszczącym się przy ul. Piłkarskiej 8 w Bytomiu.
Klub został założony w 1920 roku i zamknięty dwa lata później, reaktywowany został w roku 1945. Największe sukcesy odnosił w latach pięćdziesiątych i sześćdziesiątych XX wieku. Zostawał wtedy dwukrotnie mistrzem Polski i czterokrotnie wicemistrzem. Drużyna jako pierwsza w Polsce zakwalifikowała się do pierwszej rundy Ligi Mistrzów UEFA. Jako jedyny polski klub piłkarski zdobyła puchar europejski wygrywając rozgrywki o Puchar Intertoto w 1965 roku. Zdobyła również Puchar Ameryki. Trzy razy drużyna Polonii docierała do finału Pucharu Polski, jednak ani razu nie zdobyła tego trofeum. Tradycyjnymi barwami klubu są niebieska i czerwona, odziedziczone, podobnie jak herb klubowy, po Pogoni Lwów.
Klub w swojej historii delegował 26 reprezentantów Polski, w tym pięciu olimpijczyków. Od początku lat osiemdziesiątych znaczenie klubu zmalało i grał on od tego czasu, z wyjątkiem sezonu 1986/1987, w II i III lidze. Od 2007 do 2011 roku klub ponownie występował w Ekstraklasie. W sezonie 2008/2009 zajął najwyższe miejsce wśród górnośląskich drużyn w rozgrywkach ligowych. Dotychczas wystąpił w 35 sezonach piłkarskiej pierwszej ligi i w tabeli wszech czasów zajmuje 18. miejsce.

## Historia
Nie ma pełnej zgodności co do daty powstania klubu. Wynika to z faktu, że w latach dwudziestych istniało w Bytomiu towarzystwo sportowe o takiej samej nazwie. W 1945 roku reaktywowano sekcję piłkarską staraniami części przedwojennych działaczy, jednak w wyniku dużego napływu lwowiaków klub odziedziczył herb i barwy lwowskiej Pogoni, a do przedwojennego towarzystwa nawiązał nazwą.

### 1920–1922
Klub został założony 4 stycznia 1920 roku w odpowiedzi na noworoczny apel Polskiego Komisariatu Plebiscytowego wzywający do zakładania własnych organizacji kulturalno-oświatowych i sportowych. Odbyło się wtedy zebranie, w którym wzięli udział głównie członkowie Towarzystwa Sportowego „Sokół”, a szczególną aktywnością wyróżniali się dr Maksymilian Wilimowski, Alojzy Budniok i Edmund Grabianowski, który został pierwszym prezesem klubu. Utworzono wtedy sekcję piłkarską oraz zapaśniczą.
Miesiąc później – 4 lutego – rozegrano pierwszy mecz z Pogonią Katowice. Były to pierwsze polskie derby Śląska, jednak wynik tego meczu nie zachował się.
Pierwszy mecz między drużynami, które później rozgrywały regularne derby miasta (nie były to jeszcze derby, ponieważ Szombierki nie znajdowały się jeszcze w granicach Bytomia) odbył się wiosną 1921 roku po plebiscycie. Mecz rozegrany został jednak nie na boisku, a na Moltke Platz – dzisiejszym Placu Sobieskiego. Polonia przegrała wynikiem 1:4 (1:1) z Poniatowskim Szombierki. W tym meczu w drużynie Polonii wystąpili: Badura II, Sosna, Kandziora, Winkler, Osadnik, Bambinek, Młynek, Pytlik, Szmatloch I, Szmatloch II i Badura I. Niedługo później wybuchło III powstanie śląskie i nastąpił podział Górnego Śląska, a przedwojenna Polonia zakończyła działalność w sierpniu 1922 po wytyczeniu granicy polsko-niemieckiej. Większość działaczy przeniosła się do Miechowickiego Klubu Sportowego, założonego w 1926 roku.

### 1945–1953

Afisz meczu Skra Częstochowa - Polonia Bytom, 27.04.1947 r.

Po wojnie kilku starych działaczy – Jan Pakuła, Robert Kostoń, Franciszek Kachel, Wilhelm Kupiec i Ludwik Piątek – reaktywowało Polonię. Pierwsze oficjalne zebranie odbyło się 29 maja 1945, choć odbudowa klubu zaczęła się już w marcu – wtedy to piłkarze dostali sprzęt sportowy od delegacji Szombierek. Prezesem został dr Jan Wilga, a w drużynie grali dawni piłkarze lwowscy, tacy jak: obrońcy Komórkiewicz i Karłatek, późniejszy trener kadry narodowej Ryszard Koncewicz, napastnicy Michał Matyas, Kazimierowicz i Kruczek. W bramce znalazł się przedwojenny reprezentant Polski, były gracz krakowskiej Wisły, Edward Madejski.
Pierwszy w historii mecz ligowy odbył się 14 marca 1948 roku. Pomimo wysokiej wygranej cztery dni wcześniej ze Skrą Częstochowa (5:1) w spotkaniu towarzyskim, drużyna uległa warszawskiej Legii na wyjeździe 1:3 (0:1). Historyczny, inauguracyjny gol dla Polonii zdobył Jan Wiśniewski, a wcześniej pierwszą straconą przez klub bramkę strzelił Aleksander Szymański. Skład w pierwszym meczu przedstawiał się następująco: Wójcicki, Komórkiewicz, Salik, Sulikowski, Szmyd, Niebylski, Pochopień, Trampisz, Matyas, Kulawik, Wiśniewski.
Również w tym sezonie odbył się mecz, na którego podstawie mecze między Polonią i chorzowskim Ruchem określa się jako Najstarsze Derby Śląska. 11 lipca na stadionie w Bytomiu mecz zakończył się remisem 1:1 (1:0), a bramkę dla Polonii strzelił Szmidt.
Pierwszy sukces nadszedł w 1952 roku. W skróconych rozgrywkach Polonia – od 1950 roku pod nazwą Ogniwo – zajęła pierwsze miejsce w swojej grupie przegrywając tylko jeden mecz – z Wisłą w Krakowie. W finale mistrzostw drużyna spotkała się w dwumeczu z Ruchem Chorzów. 9 listopada próbowano rozegrać pierwszy mecz, którego gospodarzem był Ruch, jednak wcześniejsza zamieć śnieżna uniemożliwiła rozgrywanie normalnych zawodów i rozegrano spotkanie towarzyskie, które zakończyło się wynikiem 2:2. 13 listopada drużyny spotkały się ponownie, a Ruch nie dał Polonii szans rozbijając ją 7:0 u siebie i w drugim meczu, 16 listopada, w Bytomiu uzyskując wynik 0:0. Warto dodać, że średnia wieku piłkarzy bytomskiego klubu wynosiła wtedy 22 lata, a Polonia została nazwana drużyną przyszłości, co potwierdziło się w następnych latach.

### 1954–1965

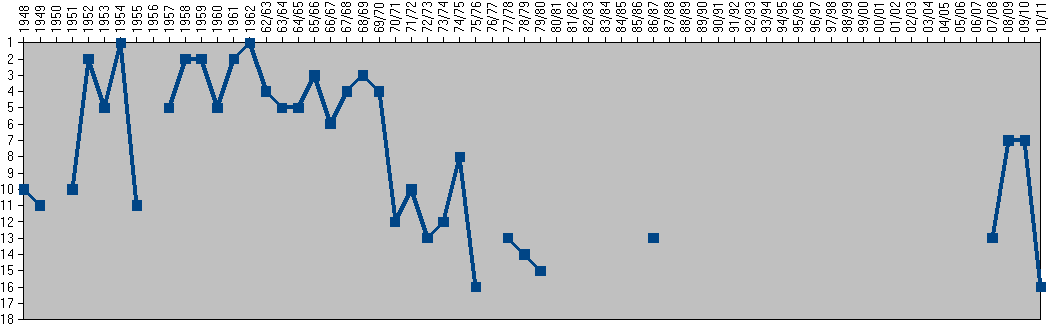
Miejsca zajmowane przez klub w I lidze i Ekstraklasie

Sezon 1954 okazał się bardzo udany dla klubu. Mimo odpadnięcia w rozgrywkach pucharowych w 1/8 finału z Wisłą Kraków, drużyna bytomska w I lidze po bardzo udanej rundzie wiosennej i słabszej jesiennej zajęła pierwsze miejsce. Sprawa tytułu mistrza Polski rozwiązała się w tym sezonie dopiero w ostatnim meczu, a wydarzenia były niezależne od samej Polonii. W tych samych rozgrywkach królem strzelców wraz z Ernestem Pohlem z warszawskiej Legii został Henryk Kempny strzelając 12 bramek.
W sezonie 1955, 20 marca, postanowiono wrócić do nazwy Polonia. Na koniec roku klub spadł z klasy mistrzowskiej by powrócić do niej po roku i zająć szóste miejsce w sezonie 1957. W 1958 roku miało miejsce historyczne wydarzenie – Polonia zagrała po raz pierwszy w Pucharze Europy Mistrzów Krajowych. Drużyna odpadła już po I rundzie przegrywając dwukrotnie 0:3 z MTK Budapeszt. Pierwszymi, którzy zagrali w tych rozgrywkach w barwach Polonii byli: Szymkowiak, Dymarczyk, Wieczorek, Widawski – Kohut, Olejniczak – Krasucki, Trampisz, Kempny, Liberda, Jóźwiak. Polonia jest pierwszym śląskim klubem, który zagrał w europejskich pucharach. 1958 rok był za to udany w lidze – klub został wicemistrzem Polski, a wyprzedził go Łódzki KS. Wyczyn ten został powtórzony już w następnym sezonie, lecz tym razem lepszy okazał się Górnik Zabrze (wtedy również Jan Liberda strzelił dla Polonii 21 bramek i został królem strzelców I ligi), a analogiczna sytuacja miała miejsce w sezonie 1961.
Bytomscy piłkarze zrewanżowali się Górnikom w sezonie skróconym 1962. Rozgrywki odbywały się tylko wiosną celem przejścia na system jesień – wiosna. Polonia zajęła pierwsze miejsce w grupie II, a Górnik w grupie I i obie drużyny spotkały się w dwumeczu o mistrzostwo Kraju. Bytomianie najpierw wygrali wysoko – 4:1, w rewanżowym meczu ulegając jednak 1:2. Mimo porażki klub został po raz drugi w historii mistrzem Polski, a Jan Liberda został ponownie królem strzelców ekstraklasy dzięki strzeleniu szesnastu bramek.
Mistrzostwo Polski pozwoliło na start w sezonie 1962/1963 w Pucharze Europy. Drużyna jako pierwsza w Polsce dostała się wtedy do pierwszej rundy po pokonaniu w kwalifikacjach Panathinaikosu Ateny 2:1 i 4:1 (premierowego gola dla Polonii w międzynarodowych rozgrywkach strzelił Norbert Pogrzeba), jednak uległa później Galatasaray SK w dwumeczu przegrywając najpierw 1:4 i zwyciężając w drugim spotkaniu 1:0.
W kolejnych latach Polonia zajmowała w tabeli ligowej miejsca poza ścisłą czołówką, za to zaczęła odnosić sukcesy w rozgrywkach pucharowych. W sezonie 1963/1964 klub dotarł do finału Pucharu Polski. W finale rozegranym 1 maja 1964 roku na Stadionie Dziesięciolecia, lepsza okazała się warszawska Legia, która zwyciężyła po dogrywce 2:1.
Sezon 1964/1965 to okres największych sukcesów międzynarodowych z udziałem Polonii. Drużyna uczestniczyła w rozgrywkach Pucharu Intertoto, w których w fazie grupowej wygrała u siebie po 6:0 z FC Schalke 04 i Degerfors IF, a z RC Lens 4:0. Klub dotarł do finału eliminując po drodze jeszcze SC Karl-Marx-Stadt i FC Liège i w końcowej rozgrywce spotkał się z SC Lipsk. Pierwsza część miała miejsce 9 czerwca w Lipsku, a Polonia przegrała 0:3, co postawiło ją w trudnej sytuacji przed rewanżem, ale 16 czerwca na stadionie w Bytomiu piłkarze dali popis umiejętności i zwyciężyli 5:1, co zapewniło im pierwsze miejsce w całych rozgrywkach.
Po sukcesie w Pucharze Rappana Polonia została zaproszona do udziału w International Soccer League – lidze, w której brały udział drużyny europejskie zasilane amerykańskimi. Po wygraniu swojej grupy, w której klub wyprzedził Ferencváros, West Bromwich (m.in. zwycięstwo 6:0) i Kilmarnock, spotkał się w finale z drużyną New Yorkers, z którą wygrał 3:0 i 2:1 i zajął pierwsze miejsce w całej lidze. Dzięki temu triumfowi drużyna uzyskała prawo do walki o Puchar Ameryki z Duklą Praga, wcześniejszym wielokrotnym zwycięzcą tych rozgrywek, mającym puchar w posiadaniu nieprzerwanie od 3 lat. Polonia okazała się lepsza i wynikami 2:0 i 1:1 wygrała rywalizację.

### 1965–1977
W 1965 roku, po powrocie z Interligi, drużyna walczyła w lidze bardzo dobrze i dopiero w siódmej kolejce uległa po raz pierwszy w tym sezonie, przegrywając z Zagłębiem Sosnowiec 2:3.
W rundzie wiosennej piłkarze utrzymali wysoką formę i ostatecznie klub zajął trzecie miejsce w całych rozgrywkach, dzięki czemu uzyskał prawo do gry w Pucharze Lata.
W sezonie 1966/1967 klub radził sobie średnio. W lidze drużyna trzymała się w środku tabeli, ale w Pucharze Polski zakończyła rozgrywki już po drugim meczu, przegrywając z Odrą Opole 2:7. W Pucharze Lata drużyna wygrała tylko raz – ze zwycięzcą grupy IFK Norrköping 3:1, w trzech meczach zremisowała bezbramkowo i w dwóch przegrała wysoko – 1:7 z Dynamem Drezno i 1:5 z IFK Norrköping i zajęła trzecie miejsce w grupie.
Z Pucharu Polski edycji 1967/1968 klub odpadł już po pierwszym meczu, przegrywając z rezerwami opolskiej Odry 0:1, jednak w innych rozgrywkach piłkarze prezentowali lepszą grę i w lidze na koniec sezonu zajęli czwarte miejsce. Najlepiej drużyna wypadła w Pucharze Lata – pierwszy raz ograniczonym tylko do rozgrywek grupowych. Bytomianie zajęli w swojej grupie pierwsze miejsce przegrywając tylko raz – z Werderem Brema w meczu wyjazdowym 0:2. Za tę lokatę klub otrzymał premię w wysokości 10 tysięcy franków szwajcarskich.
Kolejne dwa sezony to okres rozpadu wielkiej drużyny, która święciła triumfy w latach sześćdziesiątych. Nie było tego jeszcze widać w tabeli ligi – Polonia zajęła trzecie miejsce w sezonie 1968/1969 i czwarte w 1969/1970 – ale w tych latach odszedł cały kręgosłup zespołu. Edward Szymkowiak i Jan Liberda zakończyli swoje kariery, a Jan Banaś odszedł do Górnika Zabrze. Od tego czasu z mocnej ligowej drużyny, która co roku kończyła sezon w ścisłej czołówce, zrobił się ligowy „średniak” i tak pozostało przez całe lata siedemdziesiąte – klub walczył już nie o mistrzostwo, lecz o utrzymanie wśród najlepszych. W Pucharze Polski natomiast dwa razy drużyna dotarła do finału – w sezonie 1972/1973 przegrała po rzutach karnych z warszawską Legią. Po dogrywce utrzymał się wynik bezbramkowy, a rzuty karne zakończyły się wynikiem 2:4. W sezonie 1976/1977, występując jako drugoligowiec, Polonia przegrała w finale z Zagłębiem Sosnowiec 0:1. Klub uczestniczył również w Pucharze Intertoto zajmując w swojej grupie pierwsze miejsce w roku 1970, trzecie w 1973 i drugie w 1975. W ligowym sezonie 1975/1976 wydarzyła się rzecz bez precedensu – Polonia zajęła ostatnie miejsce w swojej klasie rozgrywkowej. Za ten stan rzeczy obwinieni zostali czterej podstawowi zawodnicy, Janik, Radecki, Brysiak i Gdawiec, co poskutkowało ich zawieszeniem. Już w następnym sezonie drużyna wygrała swoją grupę II ligi jednocześnie docierając do finału Pucharu Polski. Klub, który już od kilku lat przechodził poważny kryzys osiągnął wtedy swój ostatni sukces.

### 1977–1987

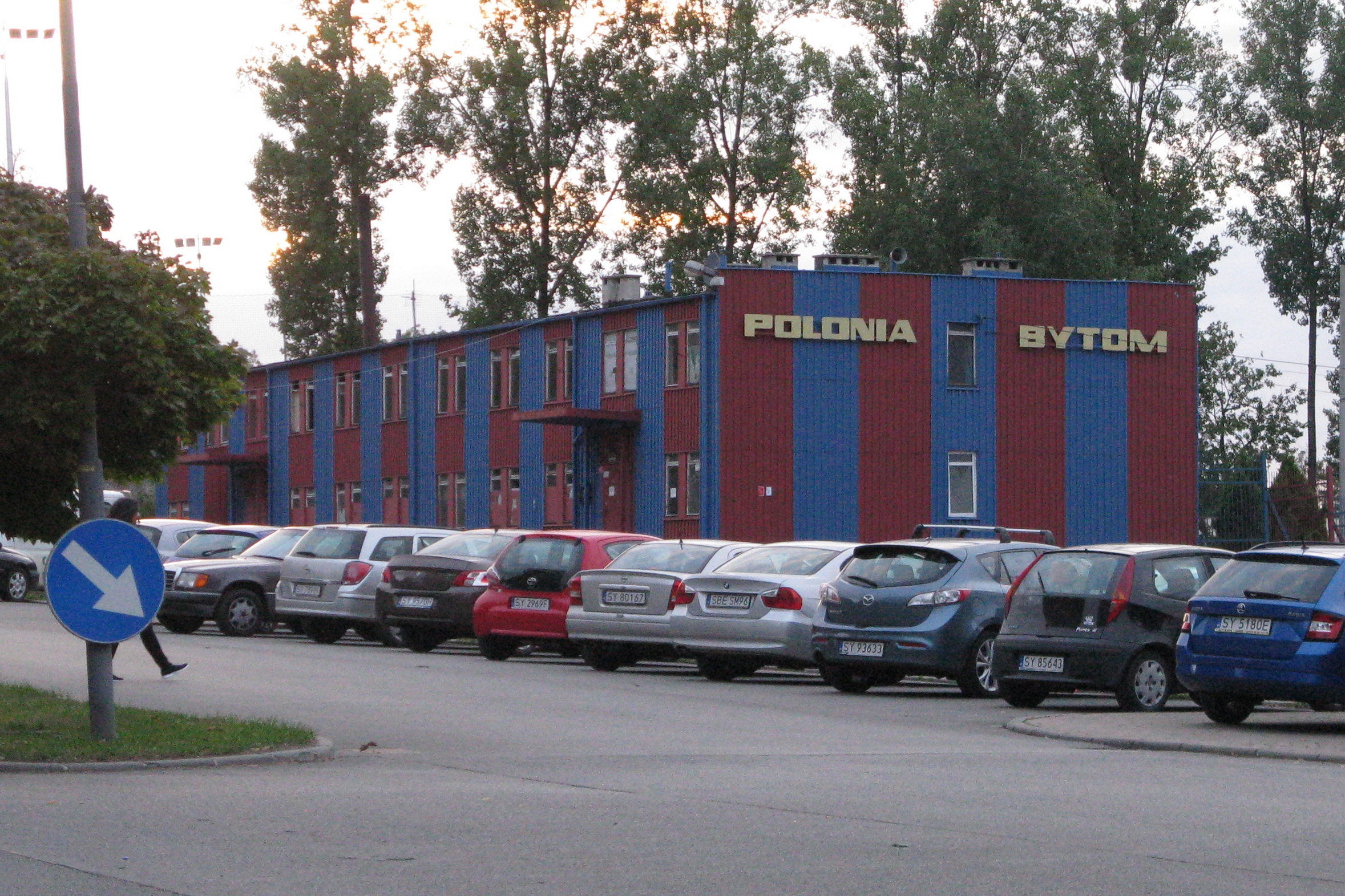
Budynek klubowy, tzw. krzywy domek, rozebrany w 2023 roku (2018)

W kolejnych latach Polonia balansowała na granicy spadku. W 1978 roku cztery kluby uzyskały 27 punktów w rozgrywkach i o spadku zadecydowała dodatkowa tabela uwzględniająca wyniki meczów między nimi. W sezonie 1978/1979 Polonia uratowała swój byt w ekstraklasie w ostatnim meczu wygrywając 2:0 z ŁKS i wyprzedzając Pogoń Szczecin.
W 1980 roku obchodzono sześćdziesięciolecie klubu. Z tej okazji 6 czerwca odbył się mecz oldbojów pomiędzy zawodnikami Polonii oraz praskiej Dukli, w którym bytomianie przegrali 0:2. Drużyna seniorów natomiast grała na tyle słabo, że w ostatnim meczu sezonu, w którym przeciwnikiem był Lech Poznań, na trybunach zasiadło tylko dwustu widzów. Podczas gdy Szombierki Bytom świętowały zdobycie tytułu mistrza Polski, Polonia spadała z ekstraklasy na wiele lat.
Pierwsze dwa sezony po spadku Polonia kończyła w ścisłej czołówce swojej grupy, jednak nie udało jej się awansować do I ligi. W rundzie jesiennej edycji 1982/1983 drużyna spisywała się poniżej oczekiwań i zagrożona została spadkiem, co spowodowało na początku 1983 roku zatrudnienie nowego trenera – Piotra Czai, który zreorganizował zespół. Polonia w rundzie rewanżowej zagrała lepiej i utrzymała się w lidze. Kontynuacją budowy nowej drużyny były zmiany w przerwie letniej, kiedy z klubu odeszło siedmiu podstawowych zawodników. Drużyna w zmienionym składzie stała się niespodzianką rozgrywek. W tym sezonie również Zbigniew Konieczko został określony odkryciem roku trenera Czai. W lecie 1984 do Śląska Wrocław odszedł Krzysztof Walczak – najlepszy strzelec drużyny.
W 1984 odbył się też plebiscyt Sportu na jedenastkę czterdziestolecia PRL – znaleźli się w niej Szymkowiak i Anczok.
Sezonu 1984/1985 Polonia również nie może zaliczyć do udanych. Klub grał średnio w lidze i zajął w niej dziesiąte miejsce. Po jego zakończeniu wrócił jednak do zespołu Krzysztof Walczak i to on walnie przyczynił się do awansu w kolejnym roku do I ligi. Pod koniec 1985 roku odbył się plebiscyt Życia Bytomskiego na najlepszych sportowców powojennego Bytomia. Zwyciężył w nim Edward Szymkowiak, a kolejne pięć miejsc zajęli również piłkarze Polonii – Jan Liberda, Ryszard Grzegorczyk, Henryk Kempny, Kazimierz Trampisz i Zygmunt Anczok.
W sezonie 1985/1986 drużyna stała się rewelacją rozgrywek i zdobyła mistrzostwo swojej grupy, a królem strzelców został Krzysztof Walczak, zdobywając 20 bramek.
Nowy sezon w ekstraklasie to również nowy regulamin rozgrywek. Za zwycięstwo różnicą co najmniej trzech bramek otrzymywano 3 punkty, a drużyny zajmujące miejsca 11-14 uczestniczyły w barażach, po których dwie z nich spadały do II ligi. Po rundzie jesiennej klub zajmował 10 miejsce z trzynastoma punktami i otrzymał dobre noty za grę. Wiosną drużyna grała gorzej. Pod koniec sezonu dodatkowo unieważniono mecz z Lechem Poznań w związku z podejrzeniem korupcji i Polonia zajęła ostatecznie trzynaste miejsce w ekstraklasie. W barażach spotkała się z Olimpią Poznań na wyjeździe remisując 0:0, a u siebie 2:2. Korzystniejszy bilans bramek strzelonych na wyjeździe spowodował, że to Olimpia utrzymała się, a Polonia spadła do drugiej ligi. Z tego powodu pracę w klubie zakończył trener Paweł Kowalski, a na jego miejsce zatrudniono Stanisława Cygana.

### 1987–1997
W sezonie 1987/1988 Polonia była jednym z kandydatów do powrotu do ekstraklasy. W rundzie jesiennej drużyna wywalczyła trzecie miejsce w swojej grupie zdobywając 23 punkty. Piłkarze do rundy rewanżowej przygotowywali się w Wiśle, a potem na zaproszenie Energie Cottbus pojechali do NRD by rozegrać kilka spotkań z tamtejszymi drużynami.
Nie udało się jednak awansować, co spowodowało, że zarząd klubu zatrudnił od nowego sezonu Mariana Geszke jako szkoleniowca pierwszej drużyny. Z drużyny odszedł również Krzysztof Walczak, który trafił do GKS Katowice.
Drużyna trapiona kontuzjami zajęła po rundzie jesiennej 6 miejsce. Jesienią odbył się również Turniej Polonii organizowany przez Rzeczpospolitą i krakowskie Tempo z okazji siedemdziesięciolecia odzyskania niepodległości w 1918 roku. W Turnieju wzięły udział drużyny o nazwie Polonia z całej Polski, a do finału dotarła drużyna bytomska, która zmierzyła się w nim ze swoją imienniczką z Lidzbarka Warmińskiego. Mecz zakończył się zwycięstwem bytomian 2:0 – bramki strzelili Wierzbanowski i Rutkowski.

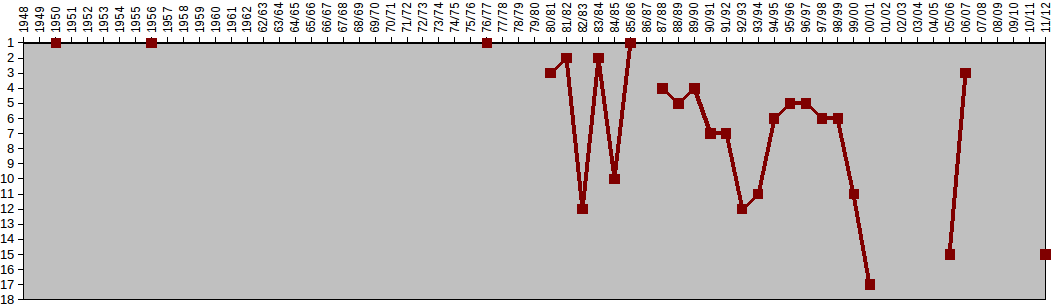
Miejsca zajmowane przez klub w II lidze

W rundzie wiosennej drużyna grała gorzej i ostatecznie zajęła piąte miejsce po zakończeniu sezonu, a najlepszym strzelcem drużyny został Bogdan Długajczyk, który został również wicekrólem strzelców drugiej ligi zdobywając 14 bramek, a redakcja katowickiego Sportu wybrała go do jedenastki sezonu. Piłkarz ten rozstał się z Polonią po zakończeniu rozgrywek w dość niecodzienny sposób – w lipcu 1989 roku wyjechał do RFN na urlop i już z niego nie powrócił. Grał później w SV Meppen – ówczesnym niemieckim drugoligowcu.
W pierwszych latach po zmianie ustroju klub co roku był jednym z głównych kandydatów do awansu do ekstraklasy, jednak nie udało się osiągnąć na tym polu sukcesów. Co prawda w sezonie 1989/1990 drużyna zajęła czwarte miejsce, ale w kolejnych trzech wyniki były dużo gorsze i skutkowało to siódmą, dwunastą i jedenastą lokatą. Od sezonu 1994/1995 Polonia na powrót stała się solidnym drugoligowcem. W Pucharze Polski, natomiast, drużyna odpadała najpóźniej po drugim swoim meczu.

### 1997–1999
W lipcu 1997 roku doszło do połączenia Polonii i Szombierek Bytom w jeden klub. W rozgrywkach II ligi drużyna zajęła szóste miejsce, a w Pucharze Polski pierwsza drużyna uległa 1:3 Polarowi Wrocław w pierwszym swoim meczu, a druga drużyna dotarła do 4 rundy, gdzie przegrała z GKS Katowice 0:2. Twór przetrwał niewiele ponad sezon. We władzach klubu doszło do nieporozumień i 1 grudnia 1998 przegłosowano zakończenie fuzji.

### 1999–2007
Po zakończeniu epizodu z fuzją bytomskich klubów piłkarskich rozpoczął się najgorszy okres w dziejach klubu. O ile w sezonie 1998/99 Polonia zajęła jeszcze szóste miejsce w swojej grupie, to w roku 2000, w nowej, jednogrupowej II lidze zakończyła rozgrywki na miejscu jedenastym, a w kolejnym roku już na siedemnastym i pierwszy raz w historii spadła do III ligi.
W pierwszym trzecioligowym sezonie drużyna nie radziła sobie z rywalami i niewiele brakowało, a klub stoczyłby się jeszcze niżej, bowiem utrzymanie zapewniło dopiero zwycięstwo z Inkopaxem Wrocław 2:0 w ostatniej kolejce. W kolejnym sezonie miała miejsce identyczna sytuacja, kiedy w ostatniej kolejce Polonia wygrała spotkanie z Miedzią Legnica 4:0 i ostatecznie zajęła 10 miejsce w tabeli, będące zarazem najgorszym w historii klubu.
W kolejnych dwóch sezonach nastąpił zwrot w dotychczasowej tendencji zajmowania przez Polonię coraz gorszych miejsc w lidze i w roku 2004 zakończyła rozgrywki na ósmym miejscu, a rok później, dzięki zwycięstwom w ostatnich trzech kolejkach, wyprzedziła Polar Wrocław i, zajmując drugie miejsce w swojej grupie, uzyskała prawo do gry w barażach o awans. W dwumeczu ze Szczakowianką Jaworzno piłkarze zwyciężyli dzięki golom strzelonym na wyjeździe, a wygraną zapewnili sobie w ostatnich chwilach drugiego spotkania.
Pierwszy sezon po powrocie do II ligi okazał się trudny dla drużyny. Polonia dopiero w 13 kolejce rozegrała pierwszy mecz na własnym stadionie, choć w roli gospodarza występowała już wcześniej. Było to spowodowane niedopuszczeniem stadionu do rozgrywek drugiej ligi i jego modernizacją w celu uzyskania licencji Polskiego Związku Piłki Nożnej. W wyniku przebudowy i niemożności znalezienia odpowiedniego boiska do zorganizowania meczu z Jagiellonią Białystok, został on zweryfikowany jako walkower dla przeciwnika. W końcu sezonu Polonia zajęła 15 miejsce i szczęśliwie dla niej doszło do połączenia Amiki Wronki i poznańskiego Lecha. Dzięki temu wydarzeniu klub nie spadł bezpośrednio do III ligi, lecz uzyskał prawo do gry w barażach, w których zmierzył się z Unią Janikowo. Mimo obaw drużyna wygrała w dwumeczu remisując na wyjeździe 0:0 i wygrywając 1:0 na własnym stadionie dzięki bramce Andrzeja Rybskiego.
Sezon 2006/2007 rozpoczął się dla Polonii słabo. Po 4 kolejkach klub zajmował 15 miejsce w tabeli mając 2 punkty oraz jeden zaległy mecz. Przełom nastąpił w wyjazdowym spotkaniu ze Stalą Stalowa Wola, którą bytomianie rozbili strzelając 5 bramek, a nie tracąc ani jednej. Od tego momentu piłkarze radzili sobie o wiele lepiej, co zaowocowało piątym miejscem po rundzie jesiennej. W rundzie rewanżowej klub grał równie dobrze i pomimo kary trzech ujemnych punktów nałożonych przez PZPN zajął ostatecznie 3 miejsce. Oprócz tego, w wyniku nałożenia na pierwszoligowe kluby Górnik Łęczna i Arkę Gdynia za udział w tzw. aferze korupcyjnej kar w postaci m.in. degradacji do niższych klas rozrywkowych, Polonia nie musiała rozgrywać baraży o awans do Ekstraklasy. Dokładnie dwadzieścia lat po spadku z I ligi drużyna powróciła do najwyższej klasy rozgrywkowej.

### Czasy Ekstraklasy (2007–2011)
W rundzie jesiennej sezonu 2007/2008 drużyna nie rozegrała ani jednego meczu w Bytomiu. Ze względu na niedostosowanie stadionu do wymogów PZPN grano na obiektach w Chorzowie – Stadionie Ruchu i Stadionie Śląskim, a na własnym prowadzone były prace remontowe. Na stadion Edwarda Szymkowiaka rozgrywki klasy mistrzowskiej powróciły dopiero 29 lutego 2008 przy okazji meczu z Zagłębiem Sosnowiec, który Polonia wygrała 1:0 po golu Jacka Trzeciaka. Był to też pierwszy w historii mecz o punkty ekstraklasy w Bytomiu, rozegrany przy sztucznym oświetleniu. W rundzie rewanżowej drużyna również radziła sobie średnio, czego najlepszą ilustracją jest passa sześciu kolejnych meczów bez wygranej, którą przełamano dopiero w wyjazdowm meczu z Widzewem Łódź zakończonym zwycięstwem 4:2. Klub utrzymał się w Ekstraklasie zajmując 13 miejsce.

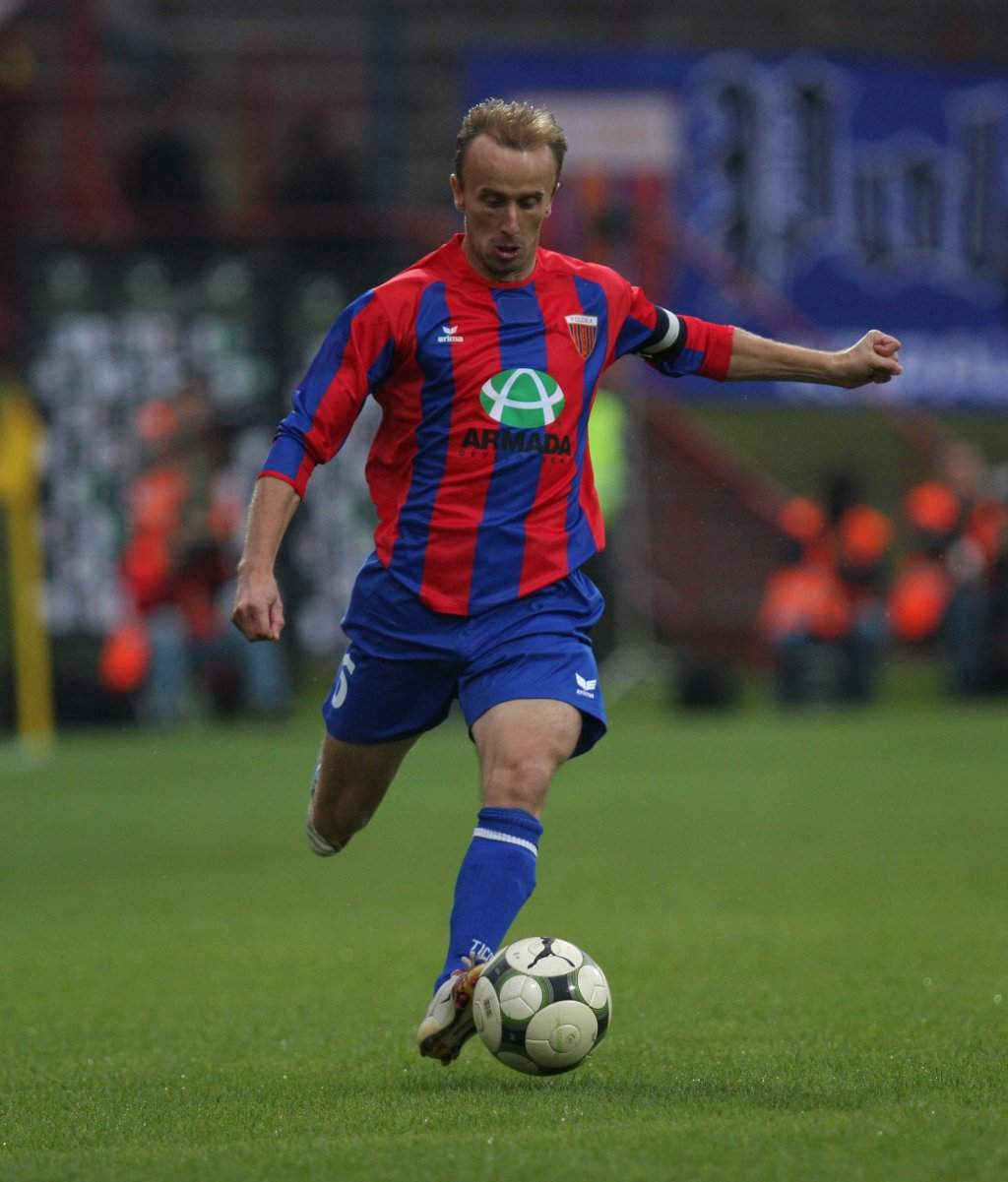
Jacek Trzeciak – symbol Polonii ostatnich lat

Przed rozpoczęciem nowego sezonu pojawiły się problemy z uzyskaniem licencji Polskiego Związku Piłki Nożnej na udział w rozgrywkach. Klubowi zostały wytknięte „niekorzystna sytuacja majątkowa, finansowa i gospodarcza oraz ujemny kapitał własny”. Zarząd Polonii podjął działania mające na celu zmianę niekorzystnej decyzji. Postępowanie władz zostało zakończone sukcesem i klub uzyskał licencję na grę w kolejnym sezonie, jednak wywołało to pewne kontrowersje, na które działacze klubu odpowiedzieli w specjalnym oświadczeniu.
Na polu sportowym Klub radził sobie różnie. W 4 kolejce piłkarze wygrali z Lechią Gdańsk 4:1, by w dwóch następnych meczach przegrać 0:4 ze stołeczną imienniczką i 1:4 z Odrą Wodzisław Śląski. Oprócz tego doszło jeszcze wydarzenie z meczu z Piastem Gliwice odbywającego się w Wodzisławiu, kiedy drużyna musiała zagrać w strojach pożyczonych od lokalnej Odry. Piłkarze sprawili jednak kilka niespodzianek i zostali przez prasę okrzyknięci „postrachem faworytów”. W przerwie zimowej zawodnicy zastrajkowali w proteście przeciwko opóźnieniom wypłacie pensji. Klub nałożył na nich kary finansowe, a dwóch, którzy zostali uznani za winnych całego zajścia, postanowił sprzedać.
W marcu zapoczątkowano akcję marketingową „Weź tatę na mecz”, mającą na celu zwiększenie frekwencji na meczach. W rozgrywkach Ekstraklasy drużyna spisywała się na tyle słabo, że po meczu z Ruchem Chorzów na własnym stadionie przegranym 0:3, zwolniono trenera Marka Motykę, a na jego miejsce zatrudniono Jurija Szatałowa. Nowy trener zreorganizował grę piłkarzy, co poskutkowało lepszymi wynikami i już w przedostatniej kolejce zapewnili oni sobie utrzymanie w klasie mistrzowskiej po zwycięstwie nad Jagiellonią Białystok. W tabeli końcowej Polonia zajęła siódme miejsce. Był to najlepszy wynik klubu od 39 lat.
Następny sezon dla bytomskiego klubu nie był tak udany. Po czterech latach gry w najwyższej klasie rozgrywkowej Polonia spadła z Ekstraklasy, zajmując 16. miejsce w ligowej tabeli.

### Dalsze lata

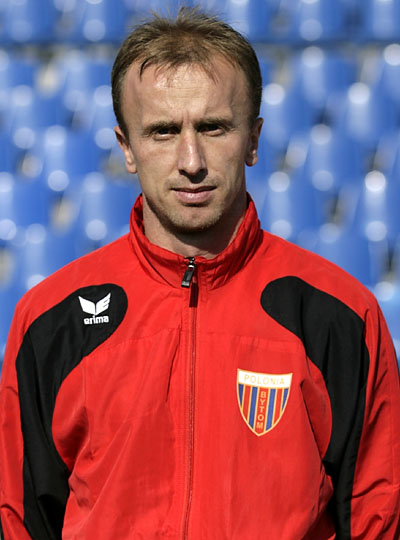
Jacek Trzeciak – trener Polonii w latach 2012–2013 oraz w latach 2014–2015

W sezonie 2011/2012 Polonia Bytom ponownie zajęła miejsce spadkowe – tym razem 15. miejsce, jednak z racji wycofania się Ruchu Radzionków pozostała w I lidze. W sezonie 2012/2013 Polonia Bytom również grała bardzo słabo, jeszcze gorzej niż w poprzednim sezonie, w efekcie czego zajęła przedostatnie – 17. miejsce i tym samym spadła do II ligi. Klub po spadku z pierwszej ligi, następny sezon rozgrywek rozpoczął w II lidze zachodniej. Pierwszym meczem w sezonie był mecz w Pucharze Polski, przegrany z Sandecją Nowy Sącz (1:2). Cztery dni później, na inaugurację nowego sezonu Polonia przegrała przed własną publicznością, po słabym meczu z Chrobrym Głogów (0:2). W drugiej kolejce zwyciężyli na wyjeździe Górnik Polkowice i była to dość niespodziewane zwycięstwo. W kolejnych spotkaniach u siebie Polonia grała dobre spotkania, nie przegrała 5 spotkań z rzędu (4 zwycięstwa, 1 remis) lecz na wyjeździe była całkiem inną drużyną, grała gorzej i przede wszystkim zdobywała mało punktów i nie wygrała spotkań. 9 października 2013 roku właśnie powodem nie wygrywania meczów na wyjeździe został zwolniony trener bytomskiej drużyny Jacek Trzeciak, który w Bytomiu, w roli trenera pracował ponad rok. Nowym trenerem został Artur Skowronek. Pierwszym meczem nowego trenera, było spotkanie derbowe z Zagłębiem Sosnowiec. Polonia przegrała (0:1) i w klubie zapanowała nerwowa atmosfera, dlaczego zwolniono ikonę bytomskiego klubu – Trzeciaka. Nielubiany Skowronek w Bytomiu długo nie przepracował, a w jego miejsce zatrudniono Grzegorza Kurdziela, który również długo nie popracował. Rundę jesienną Polonia kończy na 7. miejscu w ligowej tabeli. Bytomianom odjęto z początku 5 punktów za złą sytuację finansową klubu, lecz ostatecznie zredukowana ją do 2 punktów. Kolejnym i jak się szybko okazało chwilowym trenerem został Piotr Mrozek, który był już czwartym trenerem bytomskiej drużyny w tym sezonie. Polonia sezon zakończyła na 9. miejscu w tabeli, lecz mimo nowej reformy rozgrywek spadła klasę niżej (8 zespołów się utrzymało). W ostateczności drużyna Warty Poznań nie dostała licencji i Polonia była pierwszym zespołem, który mógł na tym skorzystać. Jednak drużyna z Bytomia również nie dostała licencji na grę II lidze i po rocznym sezonie klub z Bytomia opuszcza szeregi drugoligowców.
W 2013 powiatowy kompleks sportowy w Prudniku otrzymał imię „Tradycji Pogoni Lwów i Polonii Bytom”.
Sezon 2014/2015 był dla Polonii pierwszym w historii klubu występem w tej klasie rozgrywkowej. Podopieczni Jacka Trzeciaka przegrali jedynie 5 spotkań i 6 zremisowali, skutkiem czego zajęli pierwsze miejsce wyprzedzając o 2 punkty Odrę Opole i otrzymali gwarancję gry w barażach o drugą ligę z Wartą Poznań. W pierwszym meczu Polonia wygrała na wyjeździe 2:1, a w rewanżu na własnym stadionie zwyciężyła 1:0 i awansowała do II ligi.

## Występy klubu w rozgrywkach międzynarodowych

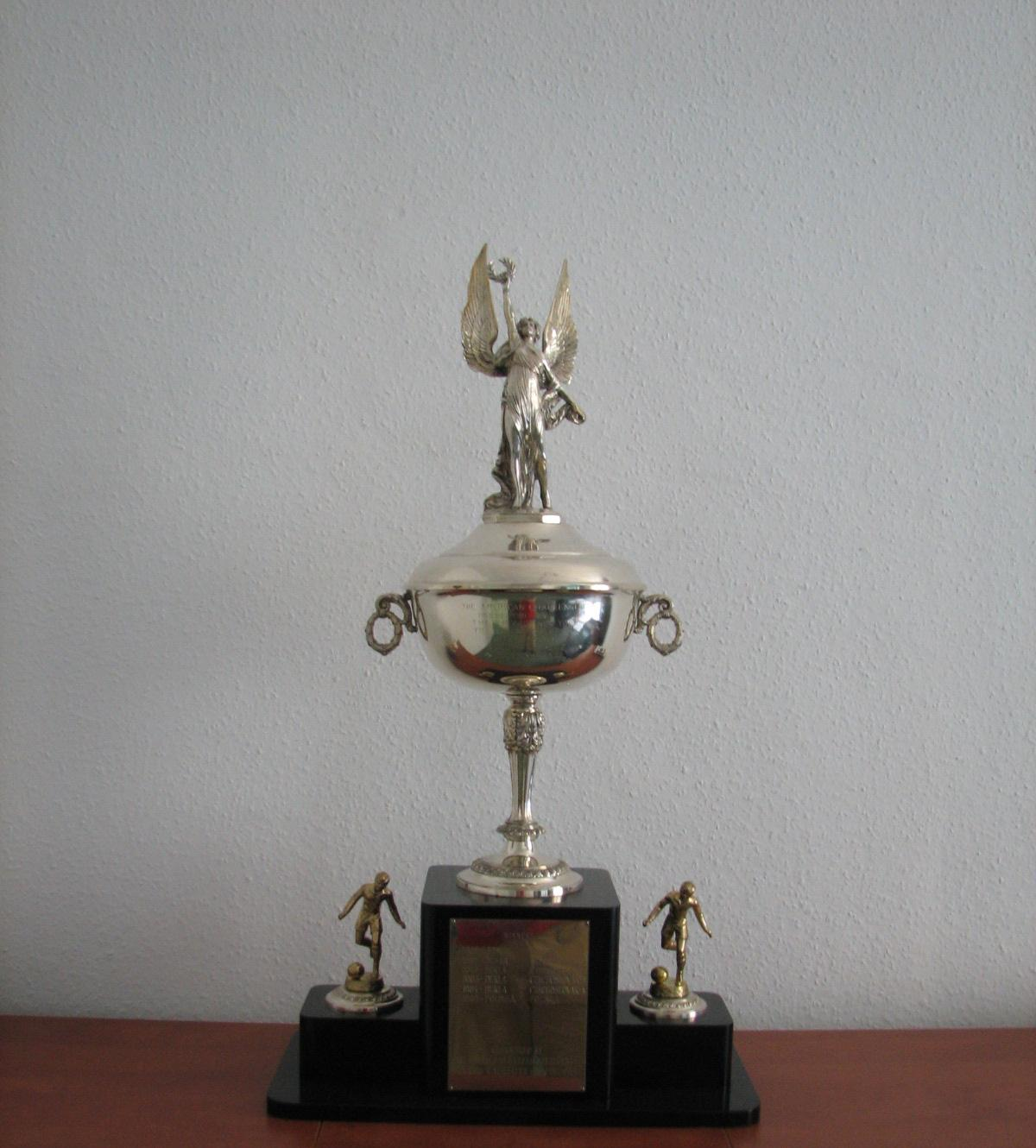
Puchar Ameryki

Polonia Bytom dwukrotnie startowała w rozgrywkach Pucharu Europy. Była pierwszym polskim klubem, który awansował do pierwszej rundy tych rozgrywek.
Również dwukrotnie drużyna występowała w finale Pucharu Rappana – w 1964 roku uległa Slovnaftowi Bratysława, a rok później zdobyła to trofeum pokonując SC Lipsk.
W 1965 roku Polonia uczestniczyła w International Soccer League. Drużyna wygrała te rozgrywki i uzyskała dzięki temu prawo do gry o American Challenge Cup, który był w posiadaniu Dukli Praga przez poprzednie cztery lata. Polonia wygrała 2:0 i 1:1, a puchar do dziś znajduje się w siedzibie Klubu.

## Sukcesy

### Krajowe

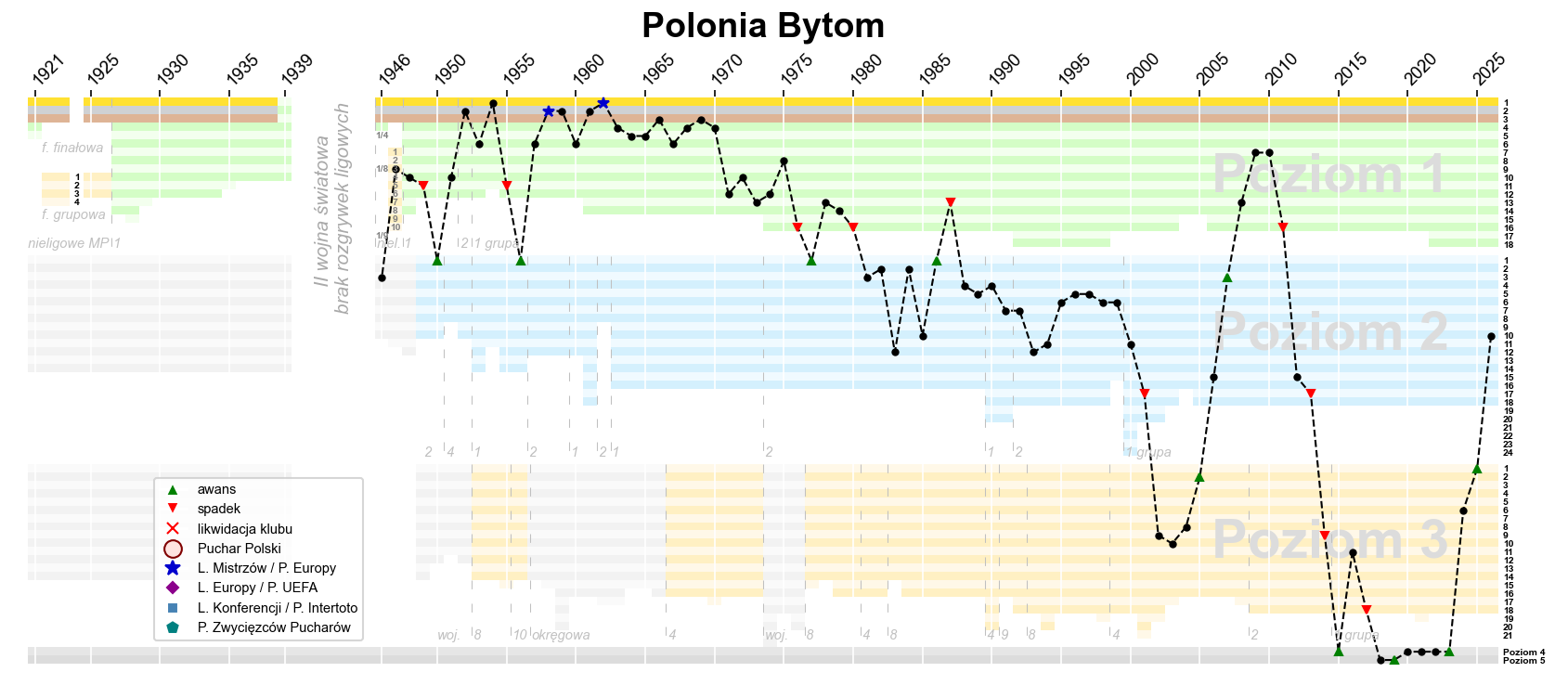
Historia występów Polonii Bytom w rozgrywkach ligowych

#### Liga
- Mistrzostwo Polski (2): 1954, 1962[105]
- Wicemistrzostwo Polski (4): 1952, 1958, 1959, 1961[105]
- Brązowy medal Mistrzostw Polski (2): 1966, 1969[105]
- Mistrzostwo II ligi (4): 1950, 1956, 1977, 1986[106]
- Mistrzostwo III ligi (2): 2014/15, 2022/23
- Mistrzostwo Polski Juniorów U-19 (3): 1963, 1970, 1978[107]

#### Puchary
- Finał Pucharu Polski (3): 1964, 1973, 1977[108]

### Międzynarodowe
- Puchar Karla Rappana (Puchar Intertoto) (1): 1965[109]
- Finał Pucharu Karla Rappana (1): 1964[110]
- Puchar Ameryki (Interligi) (1): 1965[111]

### Indywidualne osiągnięcia

#### Królowie strzelców w I lidze
- 1954 Henryk Kempny 13 bramek[112]
- 1959 Jan Liberda 21 bramek[112]
- 1962 Jan Liberda 16 bramek[112]

#### Królowie strzelców w II lidze
- 1982 Jan Wyciślik 17 bramek[113]
- 1986 Krzysztof Walczak 20 bramek[113]

#### Laureaci Plebiscytu „Sportu”
- Edward Szymkowiak – Złote Buty 1957, 1958, 1965, 1966[114]
- Jan Liberda – Złote Buty 1962[115]
- Zygmunt Anczok – Piłkarz roku 1966[116]

## Rekordy i statystyki
Najwięcej bramek w I lidze w barwach klubu strzelił Jan Liberda. Występował on w latach 1949-1969.
Najwięcej meczów w I lidze rozegrał Paweł Orzechowski – 329.
Pierwszym reprezentantem Polski delegowanym przez Polonię był Zygmunt Kulawik, który wystąpił w meczu z Rumunią 19 lipca 1947 w Warszawie przegranym przez Polskę 1:2.
Pierwszy gol w reprezentacji Polski strzelił Kazimierz Trampisz w meczu z Francją (2:1) na Igrzyskach Olimpijskich w Helsinkach. Mecz odbył się 15 lipca 1952 w Lahti, a bramka padła w 21 minucie.
Choć maszty oświetleniowe na stadionie Polonii założono w 2008, już 49 lat wcześniej drużyna rozegrała swój pierwszy mecz przy sztucznym oświetleniu. Odbyło się to 2 maja 1959 roku na Stadionie Śląskim z Polonią Bydgoszcz, a bytomianie wygrali 5:0 (3:0).

## Piłkarze klubu w reprezentacji Polski
Klub delegował 26 reprezentantów Kraju, z których czterech występowało na Igrzyskach Olimpijskich.
Najwięcej meczów w reprezentacji Polski jako zawodnik Polonii rozegrał Zygmunt Anczok – czterdzieści.
Najwięcej bramek w reprezentacji strzelił Jan Liberda – osiem.
| Imię i nazwisko     | Lata gry  | Mecze (w Polonii) | Bramki | Uwagi                                                                                     |
| ------------------- | --------- | ----------------- | ------ | ----------------------------------------------------------------------------------------- |
| Zygmunt Anczok      | 1965–1973 | 48 (40)           | 0      | Mistrzostwo olimpijskie 1972 w barwach Górnika Zabrze                                     |
| Henryk Apostel      | 1962      | 1 (1)             | 0      |                                                                                           |
| Jan Banaś           | 1964–1973 | 31 (13)           | 7      |                                                                                           |
| Piotr Brol          | 1967      | 2 (2)             | 0      |                                                                                           |
| Piotr Brzoza        | 1988      | 1 (1)             | 0      |                                                                                           |
| Romuald Chojnacki   | 1974      | 2 (1)             | 0      |                                                                                           |
| Helmut Cichoń       | 1954–1955 | 4 (4)             | 0      |                                                                                           |
| Ryszard Grzegorczyk | 1954–1955 | 23 (23)           | 2      | Olimpijczyk 1960                                                                          |
| Paweł Janik         | 1970      | 1 (1)             | 0      |                                                                                           |
| Klaus Jerominek     | 1952      | 1 (1)             | 0      |                                                                                           |
| Jerzy Jóźwiak       | 1962      | 1 (1)             | 0      |                                                                                           |
| Henryk Kempny       | 1955–1959 | 16 (2)            | 6      |                                                                                           |
| Marcin Komorowski   | 2008–2009 | 4 (2)             | 0      |                                                                                           |
| Zygmunt Kulawik     | 1939–1947 | 3 (2)             | 0      | Pierwszy reprezentant Polski w barwach Polonii Bytom                                      |
| Jan Liberda         | 1959–1968 | 35 (35)           | 8      |                                                                                           |
| Tomasz Nowak        | 2009      | 4 (4)             | 1      |                                                                                           |
| Paweł Orzechowski   | 1964–1966 | 4 (4)             | 0      |                                                                                           |
| Joachim Pierzyna    | 1962      | 1 (1)             | 0      |                                                                                           |
| Wacław Sąsiadek     | 1948–1950 | 2 (1)             | 0      |                                                                                           |
| Henryk Skromny      | 1947–1952 | 7 (1)             | 0      |                                                                                           |
| Edward Szymkowiak   | 1952–1965 | 52 (36)           | 0      | Olimpijczyk 1952, 1960                                                                    |
| Kazimierz Trampisz  | 1950–1958 | 11 (11)           | 3      | Strzelec pierwszego gola w reprezentacji Polski w barwach Polonii Bytom, olimpijczyk 1952 |
| Bogusław Widawski   | 1959      | 1 (1)             | 0      |                                                                                           |
| Walter Winkler      | 1966–1971 | 26 (26)           | 0      |                                                                                           |
| Jan Wiśniewski      | 1949–1952 | 10 (9)            | 1      | Olimpijczyk 1952                                                                          |
| Michał Zieliński    | 2008      | 1 (1)             | 0      |                                                                                           |

## Prezesi klubu
Lista prezesów klubu od założenia w 1920 roku.
| Prezesi przedwojenni: - 1. Edmund Grabianowski - 2. Tadeusz Gebethner Prezesi od 1945 roku: - 3. Jan Wilga - 4. Bogdan Ziemkowicz - 5. Henryk Kamiński - 6. Jerzy Szlaszewski - 7. Jan Wilga - 8. Stanisław Zabielski - 9. Kazimierz Łysik - 10. Hubert Skolik - 11. Tadeusz Raczyński - 12. Zbigniew Jarocki - 13. Teodozjusz Tołłoczko - 14. Stanisław Belikanowicz - 15. Otton Solewski - 16. Eugeniusz Żołyniak | - 17. Marian Skowron - 18. Tadeusz Feliński - 19. Jan Piotrowski - 20. Czesław Dróżdż - 21. Jan Stokłosa - 22. Czesław Brożek - 23. Jan Pstraś - 24. Stanisław Rączy - 25. Jan Skalski - 26. Jan Serwatka - 27. Zdzisław Praszek (fuzja Polonia-Szombierki) - 28. Janusz Grześko - 29. Stanisław Zasada - 30. Edward Lonka - 31. Ryszard Walicki - 32. Damian Bartyla - 33. Radosław Nowakowski - 34. Kazimierz Heil - 35. Łukasz Wiejacha - 36. Jakub Snochowski - 37. Krzysztof Bochnia - 38. Zbigniew Cieńciała - 39. Sławomir Kamiński |

## Trenerzy klubu
Obecnie trenerem pierwszej drużyny jest Adam Burek, który awansował z nią do II ligi.
Największe sukcesy międzynarodowe Polonia odnosiła w czasie, kiedy trenerem był Michał Matyas. Zdobyła wtedy Puchar Rappana i Puchar Ameryki.
Autorami największych sukcesów w lidze są: Ryszard Koncewicz, z którym klub zdobył mistrzostwo w 1954 roku oraz Hubert Skolik, który poprowadził drużynę do drugiego triumfu 1962.

## Aktualna kadra

### Pierwsza drużyna
Stan na 15 września 2023 r.
| Nr | Poz. | Piłkarz              |
| -- | ---- | -------------------- |
| 12 | BR   | Karol Szymecki       |
| 39 | BR   | Eryk Mirus           |
| 33 | BR   | Kamil Hajduk         |
| 40 | BR   | Paweł Zagórski       |
| 2  | OB   | Michał Szmigiel      |
| 3  | OB   | Daniel Zieliński     |
| 4  | OB   | Maksymilian Cichocki |
| 22 | OB   | Michał Bedronka      |
| 24 | OB   | Dominik Budzik       |
| 29 | OB   | Adrian Piekarski     |
| 30 | OB   | Norbert Radkiewicz   |

| Nr | Poz. | Piłkarz            |
| -- | ---- | ------------------ |
| 6  | PO   | Daniel Ściślak     |
| 7  | PO   | Lucjan Zieliński   |
| 8  | PO   | Szymon Jopek       |
| 10 | PO   | Filip Żagiel       |
| 14 | PO   | Łukasz Norkowski   |
| 15 | PO   | Dawid Krzemień     |
| 16 | PO   | Patryk Stefański   |
| 18 | PO   | Tomasz Gajda       |
| 20 | PO   | Łukasz Zejdler     |
| 21 | PO   | Mateusz Młynarczyk |
| 23 | PO   | Konrad Andrzejczak |
| 25 | PO   | Dominik Konieczny  |
| 26 | PO   | Igor Ławrynowicz   |
| 19 | NA   | Dawid Wolny        |
| 28 | NA   | Grzegorz Ochwat    |
| 29 | NA   | Krzysztof Ropski   |

## Sztab szkoleniowy

### Pierwsza drużyna
Stan na 15 września 2023 r.
| Funkcja           | Imię i nazwisko     |
| ----------------- | ------------------- |
| Trener            | Adam Burek          |
| Asystent trenera  | Łukasz Tomczyk      |
| II trener         | Wojciech Mróz       |
| Trener analityk   | Dawid Mróz          |
| Trener bramkarzy  | Mirosław Kuczera    |
| Kierownik drużyny | Jerzy Szpernalowski |
| Fizjoterapeuta    | Marcin Pasella      |

## Wartość i finanse
Klub zarejestrowany jest jako Klub Sportowy „Polonia” Bytom Spółka Akcyjna od 13 stycznia 2009 roku. Wartość drużyny wynosi 2 675 000 euro – dziewiąte miejsce w II lidze polskiej, a średnio każdy zawodnik jest warty 205 769 euro, co stanowi najwyższą średnią w lidze.
W 2010 roku przychód Klubu wyniósł 9,6 mln złotych i spadł znacząco w porównaniu z rokiem poprzednim, a spadek ten wyniósł 15 procent. Największe wpływy zanotowano dzięki sprzedaży praw do transmisji meczów – wyniosły one 6,8 mln złotych – stanowiły one 71 procent całości przychodu. Największy spadek dotknął przychody komercyjne, które zmniejszyły się z 3 mln złotych w roku 2009 do 1,8 mln w 2010. Obniżyły się również wpływy osiągane dzięki frekwencji na stadionie – w 2010 roku wyniosły one milion złotych. Z powodu spadku przychodu znacząco zwiększył się wskaźnik wynagrodzenia/przychody z 59 do 92 procent (według wyliczeń ekonomistów najlepszym stosunkiem jest 60 procent). Ze względu na spadek z Ekstraklasy, przewidywane jest również znaczące zmniejszenie dochodów ze sprzedaży praw do transmisji meczów, czyli podstawowej części przychodu klubu

## Stadion
Klub rozgrywa mecze w roli gospodarza na Stadionie Miejskim w Bytomiu. Obiekt ten został wybudowany w 1929 roku i nosił imię feldmarszałka von Hindenburga. Stadion w swojej historii był kilkakrotnie przebudowywany, m.in. na początku lat sześćdziesiątych XX wieku i w latach 2007–2008 – wtedy zamontowano oświetlenie i podgrzewaną murawę oraz zadaszono główną trybunę.
Na obiekcie odbył się jeden mecz międzypaństwowy – 16 sierpnia 1942 roku reprezentacja Niemiec pokonała Rumunię 7:0, a ostatnią bramkę strzelił Ernest Wilimowski, przedwojenny piłkarz Ruchu Chorzów i reprezentant Polski.
- Nazwa: im. Edwarda Szymkowiaka
- Adres: ul. Olimpijska 2
- Rok budowy: 1929
- Pojemność: 5500 miejsc
- Oświetlenie: 1840 lx[125]
- Wymiary: 105 × 78 m

## Barwy i herb
Herb Pogoni Lwów jest pierwowzorem klubowego logo. Jego tarcza jest siedmiodzielna w słup o barwach pól niebieskiej i czerwonej na przemian. W środkowym polu pionowy napis Bytom. Głowica herbu jest biała, w niej napis Polonia.
Herb jest częściowo zmodyfikowany w stosunku do tego, od którego pochodzi. W środku tarczy lwowskiego klubu widoczna jest Pogoń, której w herbie Polonii brak. Niezmienione pozostały barwy i pola. W latach sześćdziesiątych i siedemdziesiątych używana była wersja jeszcze bardziej przypominająca tę należącą do Pogoni. Zarówno Polonia jak i Bytom były wtedy umieszczone w głowicy.
Barwy klubu również wywodzą się w prostej linii od barw lwowskiej Pogoni. Ta zaś odziedziczyła swoje po Klubie Gimnastyczno-Sportowym IV Gimnazjum we Lwowie, który miał barwy czerwono-niebieskie oraz po Lechii Lwów o barwach biało-czerwonych.
W latach 1997–1998 używano herbu całkowicie zmienionego, nie nawiązującego do tradycyjnych barw. Był on okrągły, w białej obwódce widniał napis G.K.S. Polonia – Szombierki 1997. W środku w zielonym okrągłym polu umieszczony był herb Bytomia, a nad nim napis Bytom.

## Hymn klubowy
Hymnem klubowym jest pieśń śpiewana na nutę Marszu Polonii.
| Hymn Polonii Jeszcze Polonia nie zginęła Póki my żyjemy Za Amerykę i Rappana Pięknie dziękujemy. Marsz, marsz Polonio Ukochana ma drużyno Czy wygrywasz, czy przegrywasz Zostaniesz jedyną. My się nigdy nie poddamy My Twoi kibice Zagraj, zagraj jak przed laty Grałaś w Ameryce. Marsz, marsz Polonio... Były dobre i złe czasy Dla naszej Polonii Lecz nadejdą jeszcze chwile Niejednej wiktorii. |